# Палма Кампания
Па̀лма Кампа̀ния (на италиански: Palma Campania) е град и община в Южна Италия, провинция Неапол, регион Кампания. Разположен е на 63 m надморска височина. Населението на общината е 15 187 души (към 2010 г.).